# NGC 3619
NGC 3619 este o galaxie lenticulară situată în constelația Ursa Mare. A fost descoperită în 18 martie 1790 de către William Herschel. Se află la o distanță de 26,8 de megaparseci de Pământ.